# Edith Wiens
Edith Wiens (* 9. Juni 1950 in Saskatoon, Saskatchewan) ist eine kanadische Opern-, Lied- und Konzertsängerin (Sopran) und Gesangspädagogin.

## Leben
Edith Wiens, Tochter eines russlandmennonitischen Pfarrers, wuchs in Vancouver auf, wo sie mit 16 Jahren das Gymnasium abschloss. Sie absolvierte ihr Theologie- und Kirchenmusikstudium am Columbia Bible College in Clearbrook. Als Stipendiatin des DAADs nahm sie 19-jährig ein Gesangsstudium in Hannover auf. Anschließend studierte sie bei Ernst Haefliger und Erik Werba in München und bei Richard Miller in den USA am Oberlin College.
1980 verpflichtete Peter Girth, damaliger Intendant der Berliner Philharmoniker, Edith Wiens für mehrere Konzerte. Dies wurde der Beginn einer internationalen Karriere, welche sie zu vielen großen Orchestern, wie dem London Philharmonic Orchestra, dem Israel Philharmonic Orchestra, den Münchner Philharmonikern, dem Symphonieorchester des Bayerischen Rundfunks, der Staatskapelle Dresden, dem Gewandhausorchester Leipzig und allen amerikanischen Spitzenorchestern, führte. Dabei arbeitete sie mit namhaften Dirigenten, darunter Daniel Barenboim, Nikolaus Harnoncourt, Kurt Masur, Seiji Ozawa, Wolfgang Sawallisch, Klaus Tennstedt, Georg Solti.
Ihr Operndebüt hatte Edith Wiens 1986 bei den Opernfestspielen in Glyndebourne als Donna Anna (Don Giovanni) unter Bernard Haitink. Die Sopranistin sang weitere Mozartpartien in Amsterdam, Mailand, Buenos Aires, in Kanada, den USA und in Japan.
Die Sopranistin gab Lieder- und Konzertabende in Wien (Wiener Musikverein), Moskau (auf persönliche Einladung von Swjatoslaw Richter), New York Carnegie Hall, Washington, Berlin, London Wigmore Hall etc. Sie war Gast bei internationalen Festivals wie den Salzburger Festspielen, den Festivals in Luzern, Dresden, Rheingau, Schleswig-Holstein, Bad Kissingen, den Berliner und Wiener Festwochen, bei den Londoner Proms u. a. m.
Edith Wiens ist Preisträgerin des ARD-Wettbewerbs München, des Mozart-Wettbewerbs in Salzburg und des Internationalen Robert-Schumann-Wettbewerbs Zwickau. Sie trägt mehrere Ehrendoktorwürden und bekleidet den Rang eines Officer of the Order of Canada. 2012 erhielt sie den Pro meritis scientiae et litterarum des Freistaats Bayerns. Eine umfassende Diskographie mit Aufnahmen von Bach, Schumann, Strauss, Mahler bis Zemlinsky rundeten ihre künstlerische Tätigkeit ab. Die Aufnahme Das Paradies und die Peri wurde mit dem Londoner Grammy ausgezeichnet, Mahlers 4. Sinfonie, Leitung Armin Jordan, erhielt den Diapason d’or.
Die Sopranistin leitet Meisterkurse im In- und Ausland und wirkt als Jurorin internationaler Gesangswettbewerbe. Als Professorin für Gesang lehrte sie 12 Jahre an der Juilliard School in New York, zuletzt als Leiterin der Gesangsabteilung. Sie unterrichtete zudem am Opernstudio, dem Lindemann Young Artists Development Program der Metropolitan Opera. Sie ist als Artist in Residence an der Royal Academy of Music in London tätig sowie als Visiting Professor am Royal College of Music. An den Opernhäusern in München, Frankfurt, Warschau, Hannover, Amsterdam und Düsseldorf ist sie regelmäßig gefragt, um Kurse zu geben an den dortigen Opernstudios, die junge Sänger ausbilden und engagieren. 
Ihre Absolventen singen weltweit an wichtigen Opernhäuser von der Metropolitan Oper in New York bis hin zur Scala in Mailand und Covent Garden in London.
2011 gründete Edith Wiens die Internationale Meistersinger Akademie (IMA) in Neumarkt in der Oberpfalz. Einst eine Kooperation zwischen Neumarkt, der Hochschule für Musik Nürnberg und der New Yorker Juilliard School, wird die Akademie heute von Edith Wiens koordiniert, von der Stadt veranstaltet und vom Freistaat Bayern, und von verschiedenen Sponsoren sowie dem IMA-Förderverein unterstützt; für die Abschlusskonzerte kooperiert die IMA mit den Nürnberger Symphonikern. Die Alumni der Internationalen Meistersinger Akademie singen inzwischen in Covent Garden, an der Metropolitan Opera, in München, Leipzig, Dresden, Zürich, Genf, Hamburg, Stuttgart und Frankfurt, unter vielen anderen.
Edith Wiens lebt in München mit ihrem Mann, dem Cellisten Kai Moser. Ihre Söhne sind der Cellist Johannes Moser und der Pianist Benjamin Moser.